# Janne Karlsson (Eishockeyspieler, 1964)
Jan Peter „Janne“ Karlsson (* 30. Mai 1964 in Kiruna) ist ein ehemaliger schwedischer Eishockeyspieler und jetziger -trainer sowie -funktionär. Seit Oktober 2012 steht er als Cheftrainer beim Karlskrona HK aus der HockeyAllsvenskan unter Vertrag.  

## Karriere
Janne Karlsson begann seine Karriere als Eishockeyspieler in seiner Heimatstadt in der Nachwuchsabteilung von Kiruna AIF, für dessen Profimannschaft er in der Saison 1980/81 sein Debüt in der damals noch zweitklassigen Division 1 gab. Zur Saison 1982/83 wechselte der Verteidiger zu MoDo AIK aus der Elitserien. Mit der Mannschaft stieg er in der Saison 1983/84 in die Division 1 ab, erreichte mit MoDo AIK in der folgenden Spielzeit jedoch den sofortigen Wiederaufstieg. Zur Saison 1987/88 wechselte der ehemalige Junioren-Nationalspieler zum Zweitligisten Västerås IK, mit dem ihm auf Anhieb der Aufstieg in die Elitserien gelang. Im Anschluss an die Saison 1991/92 beendete er vorübergehend seine aktive Karriere, lief in der Saison 1995/96 jedoch noch einmal in 19 Spielen für den Zweitligisten Huddinge IK auf. 
Von 2003 bis 2005 war Karlsson als Cheftrainer für IF Björklöven in der neuen zweiten schwedischen Spielklasse, der HockeyAllsvenskan, tätig. Anschließend war er eineinhalb Jahre lang General Manager des Vereins, ehe er im Laufe der Saison 2006/07 das Amt als Cheftrainer beim Mörrums GoIS IK aus der mittlerweile drittklassigen Division 1 übernahm. Zur Saison 2007/08 wurde er Cheftrainer beim Zweitligisten Växjö Lakers Hockey, den er in der Saison 2010/11 zum Aufstieg in die Elitserien führte. 
Im Oktober 2012 wurde Karlsson vom Management der Lakers entlassen und übernahm wenige Tage später das Traineramt beim Zweitligisten Karlskrona HK.

### International
Für Schweden nahm Karlsson an der U18-Junioren-Europameisterschaft 1982 sowie den U20-Junioren-Weltmeisterschaften 1983 und 1984 teil. Bei der U18-EM 1982 gewann er mit seiner Mannschaft die Goldmedaille.

## Erfolge und Auszeichnungen
- 1982 Goldmedaille bei der U18-Junioren-Europameisterschaft
- 1985 Aufstieg in die Elitserien mit dem MoDo AIK
- 1988 Aufstieg in die Elitserien mit dem Västerås IK
- 2011 Aufstieg in die Elitserien mit Växjö Lakers Hockey (als Cheftrainer)